# Infected by Art
Infected by Art, fréquemment abrégé IBA, est une anthologie graphique et un concours en ligne annuel, débuté en 2013, pour lequel des créateurs du monde entier soumettent leurs meilleures œuvres d'art de science-fiction, de fantasy et d'horreur. À l'issue du concours, le jury sélectionne les meilleures illustrations à inclure dans l'anthologie qui se présente sous la forme d'un artbook qui fait référence dans le milieu de l'art fantastique.

## Fonctionnement
Comme pour l'anthologie Spectrum, la publication fonctionne sur le principe d'un appel à contributions annuel et le concours est ouvert à tous. Chaque artiste peut présenter jusqu'à dix œuvres. L'œuvre doit avoir été créée dans les deux années précédentes.
Un jury examine les œuvres proposées et publie celles qui sont sélectionnées ; il attribue également chaque année des récompenses aux artistes et illustrateurs dans diverses catégories.
Le jury est composé de professionnels reconnus. Ainsi le jury du volume 3 en 2014 est composé de Donato Giancola, Rebecca Guay (en), Greg Hildebrandt et Jon Schindehette (directeur artistique chez l'éditeur de jeux Wizards of the Coast).

## Prix IBA
Infected by Art décerne cinq grands prix, de la 1e à la 5e place (à l'exception des 2 premiers volumes, qui ne récompensent que 3 œuvres).
Des prix Or, Argent et Bronze sont décernés dans quatre catégories définies par le medium utilisé : 
- Huile / Acrylique / Aquarelle
- Numérique / Photoshop
- Dessin / Encre
- Sculpture

Chaque œuvre lauréate bénéficie d'une pleine page dans l'anthologie.
À partir du volume 6, trois mentions honorables sont ajoutées à chacune de ces catégorie.
À partir du volume 3, un prix pour l'ensemble de l'œuvre (Body of Work) est également décerné chaque année à un artiste qui a proposé au moins six œuvres. Le lauréat est choisi par ses pairs, l'ensemble des artistes ayant concouru la même année. 
À partir du volume 8, le règlement stipule que l'artiste ne doit pas avoir gagné dans les dix dernières années. Ainsi Yoann Lossel, premier lauréat du prix, restera donc l'unique artiste ayant reçu deux fois ce prix à quelques années d'intervalle, pour les volumes 3 et 6,.
Un vote du public a également récompensé trois œuvres dans chacun des quatre premiers volumes.
Bastien Lecouffe-Deharme (en),, Yoann Lossel,,,, Jean-Baptiste Monge et Olivier Villoingt font partie des artistes français déjà récompensés par un ou plusieurs prix IBA.